# Eleição municipal de Jaboatão dos Guararapes em 2012
A eleição municipal de Jaboatão dos Guararapes em 2012 ocorreu no dia 7 de outubro, para eleger um prefeito, um vice-prefeito e 27 vereadores para a administração municipal. O candidato eleito tomou posse como prefeito do município a partir de 1 de janeiro de 2013. 
O prefeito titular e candidato a reeleição, Elias Gomes, do PSDB, acabou vencendo logo no primeiro turno a eleição, obtendo 187.864 votos, o que é equivalente a 62,93% deles. Elias teve uma vantagem de 35 pontos percentuais em comparação ao segundo colocado, o pastor Cleiton Collins, que obteve 27,54%. 

## Candidatos e coligações
Coligação é o nome que se dá à união de dois ou mais partidos políticos que apresentam conjuntamente seus candidatos para determinada eleição. As coligações podem ser formadas para eleições majoritárias (escolha de prefeitos, governadores, senadores e presidente da república), proporcionais (vereadores, deputados estaduais, distritais e federais) ou ambas. Nas eleições majoritárias, a coligação é responsável por definir o tempo do horário eleitoral gratuito de cada candidato, já que o tamanho da bancada parlamentar na Câmara dos Deputados é utilizado como base do cálculo. Quanto mais deputados uma coligação tiver, maior o seu tempo na televisão.
| Nº | Prefeito(a)  | Prefeito(a)      | Prefeito(a) | Prefeito(a)                                     | Vice-prefeito(a) | Vice-prefeito(a) | Vice-prefeito(a)      | Vice-prefeito(a) | Vice-prefeito(a)  | Coligação                                                                                     | Ref.        |
| Nº | Candidato(a) | Candidato(a)     | Partido     | Cargos relevantes                               | Candidato(a)     | Candidato(a)     | Candidato(a)          | Partido          | Cargos relevantes | Coligação                                                                                     | Ref.        |
| -- | ------------ | ---------------- | ----------- | ----------------------------------------------- | ---------------- | ---------------- | --------------------- | ---------------- | ----------------- | --------------------------------------------------------------------------------------------- | ----------- |
| 10 |              | Paulo Bartolomeu | PRB         |                                                 |                  |                  | Georgem Moutinho      | PT               |                   | Jaboatão com Justiça PRB, PT                                                                  | [ 1 ] [ 2 ] |
| 20 |              | Cleiton Collins  | PSC         |                                                 |                  |                  | Alcides Cardoso       | PP               |                   | Frente Popular União dos Guararapes PSC, PP, PR, DEM, PTdoB                                   | [ 1 ] [ 2 ] |
| 28 |              | Zé do Som        | PRTB        |                                                 |                  |                  | Jorge dos Sem Teto    | PRTB             |                   | Nenhuma                                                                                       | [ 1 ] [ 2 ] |
| 33 |              | Paulo Varejão    | PMN         |                                                 |                  |                  | Pastor Paulo Dias     | PMN              |                   | Nenhuma                                                                                       | [ 1 ] [ 2 ] |
| 45 |              | Elias Gomes      | PSDB        | Prefeito de Jaboatão dos Guararapes (2009-2012) |                  |                  | Heraldo Selva         | PSB              |                   | Jaboatão avança mais PSDB, PSB, PDT, PTB, PMDB, PSL, PTN, PPS, PSDC, PHS, PTC, PSD, PCdoB, PV | [ 1 ] [ 2 ] |
| 50 |              | César Ramos      | PSOL        |                                                 |                  |                  | Raulino Neto          | PSOL             |                   | Nenhuma                                                                                       | [ 1 ] [ 2 ] |
| 54 |              | Eliezer Costa    | PPL         |                                                 |                  |                  | Pastor Ederaldo Filho | PPL              |                   | Nenhuma                                                                                       | [ 1 ] [ 2 ] |

## Resultados

### Prefeito
| Candidato(a)           | Candidato(a)           | Vice                      | 1º turno 7 de outubro de 2012 | 1º turno 7 de outubro de 2012 |
| Candidato(a)           | Candidato(a)           | Vice                      | Total                         | Porcentagem                   |
| ---------------------- | ---------------------- | ------------------------- | ----------------------------- | ----------------------------- |
|                        | Elias Gomes (PSDB)     | Heraldo Selva (PSB)       | 187,864                       | 62,93%                        |
|                        | Cleiton Collins (PSC)  | Pedro Paulo (PP)          | 82,227                        | 27,54%                        |
|                        | Eliezer Costa (PPL)    | Ederaldo Filho (PPL)      | 16,204                        | 5,43%                         |
|                        | Paulo Bartolomeu (PRB) | Georgem Moutinho (PRB)    | 8,204                         | 2,76%                         |
|                        | Paulo Varejão (PMN)    | Paulo Dias (PMN)          | 2,534                         | 0,85%                         |
|                        | César Ramos (PSOL)     | Raulino Neto (PSOL)       | 1,457                         | 0,49%                         |
|                        | Zé do Som (PRTB)       | Jorge dos Sem Teto (PRTB) | 0                             | 0%                            |
| Total de votos válidos | Total de votos válidos | Total de votos válidos    | 298,528                       | 84,92%                        |
| → Votos em branco      | → Votos em branco      | → Votos em branco         | 27,490                        | 7,82%                         |
| → Votos nulos          | → Votos nulos          | → Votos nulos             | 25,509                        | 7,26%                         |
| Total de votos         | Total de votos         | Total de votos            | 316,427                       | 100%                          |
| Abstenções             | Abstenções             | Abstenções                | 64,845                        | 15,58%                        |
| Total de inscritos     | Total de inscritos     | Total de inscritos        | 416,391                       |                               |
| Fontes: TSE            |                        |                           |                               |                               |

### Vereadores eleitos[4]
Foram eleitos 27 vereadores para compor a Câmara Municipal de Jaboatão dos Guararapes. 
| Candidato            | Partido | Votação | Votação     |
| Candidato            | Partido | Votos   | Porcentagem |
| -------------------- | ------- | ------- | ----------- |
| Neco                 | PSC     | 5,383   | 1,70%       |
| Belarmino Sousa      | PHS     | 3,730   | 1,18%       |
| Eurico Sousa         | PSB     | 3,671   | 1,16%       |
| Jailton              | PSDB    | 3,652   | 1,15%       |
| Adeildo da Igreja    | PPS     | 3,591   | 1,13%       |
| Ricardo Valois       | PT      | 3,328   | 1,05%       |
| Vireira              | PSC     | 3,290   | 1,04%       |
| Lala do Povo         | PCdoB   | 3,266   | 1,03%       |
| Idvan o Homem do Pão | PRP     | 3,095   | 0,98%       |
| Nando do Caminhão    | PPS     | 2,968   | 0,94%       |
| Pastor Edmilson      | PV      | 2,818   | 0,89%       |
| Flávio Luiz          | PCdoB   | 2,762   | 0,87%       |
| Sargento Sampaio     | PR      | 2,623   | 0,83%       |
| Didinho              | PSB     | 2,545   | 0,80%       |
| Soldado Souza        | PSDB    | 2,515   | 0,79%       |
| Vado Jogado          | PTC     | 2,504   | 0,79%       |
| Alberto              | PSDB    | 2,490   | 0,79%       |
| Misael Barbosa       | PSC     | 2,427   | 0,77%       |
| Louro                | PSB     | 2,391   | 0,76%       |
| Nivaldo do Gás       | PRP     | 2,223   | 0,70%       |
| Melqui Almeida       | PTC     | 2,084   | 0,66%       |
| Tonzinho Basilio     | PTC     | 1,953   | 0,62%       |
| Adriano Bezerra      | PHS     | 1,867   | 0,58%       |
| Robson Leite         | PT      | 1,827   | 0,57%       |
| Charles Motorista    | PR      | 1,648   | 0,52%       |
| Miguel de Socorro    | PTdoB   | 1,587   | 0,50%       |
| Samoel da Sorveteria | PTN     | 1,482   | 0,47%       |